# Jean de Monluc (Valence)

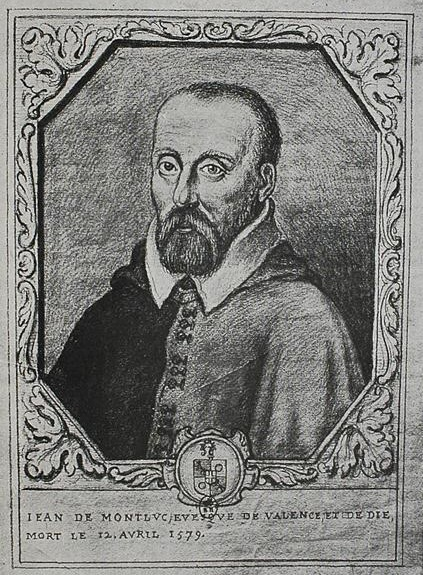
Jean de Monluc, Bischof von Valence und Die, Anonym, spätes 16. Jahrhundert

Jean de Lasseran de Massencome de Monluc, genannt Jean de Monluc (* um 1508; † 13. April 1579 in Toulouse), war ein französischer Adliger, Geistlicher, Diplomat und Höfling. Er war der zweite Sohn von François de Lasseran de Massencome, einem Mitglied der Familie Monluc, und Françoise d’Estillac. Sein Geburtsort ist nicht bekannt, aber es wurde festgestellt, dass seine Eltern viel Zeit in ihrem bevorzugten Wohnsitz Sainte-Gemme in der Gemeinde Saint-Puy bei Condom verbrachten. Sein älterer Bruder Blaise de Monluc wurde Soldat und schließlich Marschall von Frankreich (1574).

## Frühe Jahre
Monluc begann seine religiöse Laufbahn als Dominikanernovize, entweder im Kloster in Condom oder im Kloster in Agen. Von Anfang an zeigte er ein herausragendes Talent als öffentlicher Redner. Er wurde der Königin Margarete von Navarra, der Schwester von König Franz I. von Frankreich, vorgestellt, die sich oft in ihrem Schloss in Nérac, nördlich von Condom, aufhielt, und wurde schnell Teil ihres Gefolges, so dass er sein Leben als Dominikaner aufgab.

## Französischer Diplomat
1524 diente Jean de Monluc als Attaché an der französischen Botschaft in Rom. Im Jahr 1536 wurde er, nun als Apostolischer Protonotar, erneut der Botschaft zugeteilt, die unter der Leitung von Charles Hémard de Denonville, dem Bischof von Mâcon, nach Rom entsandt wurde. Im Jahr 1537 wurde Monluc mit einer persönlichen, mündlichen Botschaft von König Franz I. an Pascha Khair ad-Din Barbarossa, den Generalkapitän der osmanischen Flotte, geschickt, der einen Feldzug gegen die italienischen Küsten begann. Im Juli 1537 landete der Pascha in Otranto und eroberte die Stadt sowie das Castello di Castro und die Stadt Ugento in Apulien. Monluc brach am 6. August auf, und am 1. September fand ein Treffen mit dem Pascha statt. Auf seiner Rückreise wurde Monluc von Papst Paul III. in einer öffentlichen Audienz empfangen, bei der peinliche Fragen über die angebliche Vergiftung des Dauphins Franz gestellt wurden. Die Einzelheiten seiner Botschaft wurden in einem Brief an Kardinal Jean du Bellay in Paris übermittelt. Er blieb in Rom, wo er der französischen Gesandtschaft unter dem Comte de Grignan und dann unter Jean de Langeac, dem Bischof von Limoges angehörte, mindestens bis 1540.
Um 1542 wurde Monluc in einer Mission nach Venedig geschickt. Er sollte den Venezianern erklären, warum es für Franz I. eine gute Idee gewesen sei, sich mit den osmanischen Türken zu verbünden. Es war eine undankbare und aussichtslose Aufgabe, aber eine, bei der Monlucs große rednerische Begabung dem König zugutekam. Im Jahr 1545 reiste Jean de Monluc im Auftrag von Franz I. ins Osmanischen Reich nach Konstantinopel, wo er sich dem Botschafter Gabriel de Luetz d’Aramon anschloss.
1549 reiste Monluc nach Irland, um Berichten nachzugehen, dass Conn O’Neill, O’Doherty, Manus O’Donnell und dessen Sohn Calvagh sich mit Frankreich gegen die englische Herrschaft verbünden könnten. Frankreich würde militärische Unterstützung anbieten und päpstliche Gelder erhalten. Anschließend reiste er nach Schottland und traf sich im Januar 1550 in Stirling Castle mit Marie de Guise. Sein Kollege Raymond de Beccarie de Pavie, Sieur de Fourqueveaux, war von den irischen Anführern nicht beeindruckt.

## Bischof
Monluc wurde 1553 von König Heinrich II. zum Bischof von Valence und Saint-Dié ernannt und am 30. März 1554 von Papst Julius III. bestätigt. Er besuchte seine Diözese jedoch erst 1558. Er sympathisierte mit den Protestanten, wandte sich gegen den Bilderkult und hielt Gebete in französischer Sprache ab, was ihm die Missbilligung Roms einbrachte. Er setzte sich für eine Vereinigung von Protestantismus und Katholizismus durch die Einrichtung eines gemeinsamen Konzils ein. Der Dekan der Kathedrale von Valence sammelte die Beweise und reichte in Rom eine Anklage wegen Ketzerei gegen Monluc ein. Das Urteil gegen ihn wurde am 14. Oktober 1560 verkündet, nachdem fünf Monate zuvor, am 25. Mai, in Valence ein großes Gemetzel an Protestanten stattgefunden hatte.
Im August 1562 wollte Monluc auf einer seiner Reisen in Valence Halt machen, aber die Stadt wurde von Hugenotten regiert, und ihr Hauptmann verfolgte Monluc, um ihn zu verhaften und ins Gefängnis zu werfen. Monluc entkam anscheinend nach Annonay, aber auch diese Stadt war in der Hand der Hugenotten, die ihn verfolgten und gefangen nahmen; er konnte jedoch erneut entkommen.

## Mission in Schottland 1560
Im April 1560 schickten Maria Stuart, Königin der Schotten, und ihr Ehemann Franz II. von Frankreich Monluc nach Schottland, um sich mit dem ehemaligen Regenten von Schottland, James Hamilton, 2. Earl of Arran, zu treffen. Arran war der Anführer der protestantischen Lords of the Congregation, die sich während der Schottischen Reformation gegen die katholische Herrschaft von Marie de Guise erhoben hatten. Monluc reiste zunächst nach London, um Königin Elisabeth I. zu treffen, und reiste dann am 6. April mit Henry Killigrew nach Berwick-upon-Tweed weiter. Dort trafen sie Thomas Howard, 4. Duke of Norfolk, der die englischen Militäroperationen zur Unterstützung der Protestanten in Schottland leitete. Killigrew schrieb eine Notiz an William Cecil, aus der hervorgeht, dass er die Reise nach Norden absichtlich so langsam wie möglich durchführte und an einem Tag eher vierzig als sechzig Meilen zurücklegte. Während des Rittes teilte Monluc Killigrew mit, er sei beleidigt über Elisabeths Bemühungen, ihn in London aufzuhalten, während ihre Armee, die durch den Vertrag von Berwick ermöglicht worden war, in Schottland einmarschierte.
Monluc übergab Norfolk einen Brief von Elisabeth mit der Anweisung, ihn sicher zu Marie de Guise zu bringen. Norfolk schrieb, dass dies schwierig sein würde, da Arran im Feld, die Witwe in Edinburgh Castle und die Franzosen in Leith seien. Noch am selben Tag erhielt Norfolk die Nachricht von der Schlacht bei Restalrig, mit der die Belagerung von Leith begann. Am 12. April, immer noch in Berwick, teilte Monluc Killigrew mit, dass er davon ausging, dass Elisabeth die Franzosen aus Schottland vertreiben würde, und dass dies die schlimmste seiner „imbassagis“ sei und sein Verderben bedeuten würde. Schließlich rühmte sich Monluc gegenüber Killigrew, dass niemand die Differenzen besser durch einen Vertrag beenden könne als er, und teilte ihm insgeheim mit, dass er zu Zugeständnissen bereit sei, einschließlich eines französischen Rückzugs aus Schottland, mit Ausnahme der Garnisonen von Inchkeith und Dunbar Castle. Killigrew reiste allein nach Schottland und sprach mit Marie de Guise und den schottischen Lords, um Jean eine  Anhörung zu verschaffen, so dass „die Welt nicht sagen kann, dass er gehört wurde“.
Die Lords of the Congregation erlaubten Monluc am 20. April die Einreise nach Schottland. Norfolk erteilt ihm einen achttägigen Passierschein für Haddington und das englische Feldlager in Leith (Dekanat Restalrig). William Grey, 13. Baron Grey de Wilton, erlaubte ihm, Marie de Guise zu sehen, hinderte ihn jedoch daran, nach Leith zu gehen und sich mit den französischen Befehlshabern Henri Cleutin, de Martiques und Jacques de La Brosse zu beraten. Unter den protestantischen Führern sprach er mit James Douglas, 4. Earl of Morton und Maria Stuarts Halbbruder James Stewart, 1. Earl of Moray. Zu seinen Vorschlägen gehörte, dass die Lord of the Congregation ihr Bündnis mit England, d. h. den Vertrag von Berwick vom Februar, auflösen sollten. Daraufhin erneuerten sie ihr Bündnis am 27. April 1560 in einer „bande among the nobilitie of Scotland“, in der sie ihre religiösen Ziele und ihre Absicht erklärten, „mit der Armee der Königin von England zu kämpfen“.
Monluc hielt sich am 10. Juni in Newcastle auf und hatte mit einem anderen französischen Diplomaten, de Randan, eine Konferenz mit Cecil und Nicolas Wotton. Mit einem zweiten Auftrag von Marie und Franz kehrte er im Juni 1560 nach Schottland zurück und nahm an den Friedensverhandlungen teil, die im Vertrag von Edinburgh gipfelten, den er im Namen Frankreichs mit „J. Monlucius episcopus Valentinus“ unterzeichnete und der den Abzug der französischen Truppen aus Schottland zur Folge hatte. Der englische Diplomat Thomas Randolph berichtete Killigrew, dass sein Bischof von Engländern und Schotten sehr geehrt und „königlich bewirtet und unterhalten“ wurde.

## Inquisition
Auf der Assemblée des notables in Fontainebleau im August 1560 war Monluc einer der Wortführer, die die Forderung Condés (der abwesend war) nach voller Freiheit für die Protestanten unterstützten und er nahm auch am Kolloquium von Poissy im September 1561 teil.
Am 13. April 1563 wurden Jean de Monluc und sieben weitere französische Bischöfe per Dekret von Papst Pius IV. nach Rom vorgeladen, um von der Sacra Congregatio Romanae et universalis Inquisitionis, der „Römischen und universellen Inquisition“, wegen Ketzerei verhört zu werden. Bei Nichterscheinen würden sie exkommuniziert und aller ihrer Pfründe beraubt. Der Hauptvorwurf gegen Monluc war die Übernahme calvinistischer Lehren. Théodore de Bèze hatte über Monluc gesagt, dass er bei seinen Predigten in seiner eigenen Diözese eine Vermischung der beiden Lehren vorgenommen und mehrere Missstände des Papsttums offen angeprangert habe. Drei seiner Veröffentlichungen wurden von der theologischen Fakultät der Sorbonne gerügt: seine Instructions chrestiennes (1561), die Sermons de l’evesque de Valence (Ausgaben von 1557 und 1559) und die Sermons servants a decouvrir. ... les fautes... de la loy (1559). Er hatte den Kardinal von Lothringen davon überzeugt, die Protestanten zum Kolloquium von Poissy 1561 einzuladen, und er war einer der Bischöfe, die sich geweigert hatten, an der vom Kardinal d’Armagnac geleiteten Messe teilzunehmen und die Heilige Kommunion zu empfangen.
Monlucs prominenteste Verteidigerin und Beschützerin war jedoch die Königinmutter Katharina von Medici, die um ihrer zerbrechlichen Dynastie willen vor allem Frieden und Stabilität wollte. Sie vertrat die Auffassung, dass Katholiken und Hugenotten über ihre lehrmäßigen Differenzen miteinander reden und in Loyalität und im Dienst der Krone zusammenleben könnten. Monluc war ihr eifrigster Vertreter. Sie teilte dem päpstlichen Nuntius Prospero Santacroce mit, dass sie sich als natürliche Hüterin der Freiheiten der gallikanischen Kirche einsetze und dass solche Streitigkeiten in Frankreich entschieden und beigelegt werden sollten und nicht nach Rom geschickt werden dürften. Zwischen Frankreich und dem Papsttum kam es zu einem Streit über die Zuständigkeit, aber letztlich unternahm Pius IV. (1559–1565) nichts, um die Angelegenheit voranzutreiben.
Der Bischof wurde am 11. Dezember 1566 von Papst Pius V. zum Ketzer erklärt und seiner Pfründe, einschließlich des Bistums Valence-and-Die, beraubt. Um seine Sicherheit zu gewährleisten, erwirkte Monluc ein von König Karl IX. unterzeichnetes Mandat, das ihn von der Berufung befreite und allen Richtern, königlichen Agenten oder Mitgliedern des Kapitels der Diözese Valence-et-Die verbot, Anweisungen des neuen Papstes Pius V. oder der römischen Inquisition entgegenzunehmen oder zu befolgen, ohne sie zuvor dem König zur Beurteilung und Zustimmung vorgelegt zu haben.

## Wieder Diplomat
In den Jahren 1572–1573 war Jean de Monluc französischer Gesandter in Polen, um die Wahl von Heinrich von Valois, dem späteren Heinrich III. von Frankreich, auf den polnischen Thron auszuhandeln, im Gegenzug für militärische Unterstützung gegen Russland diplomatische Hilfe im Umgang mit dem Osmanischen Reich und finanzielle Unterstützung. Er war nicht begeistert und versuchte, den Auftrag abzulehnen, da er es vorzog, die Verhandlungen von Paris aus zu führen, aber Königin Katharina bestand darauf. Monluc verließ Paris am 17. August, einen Tag vor der Hochzeit von Heinrich von Navarra und Margarete von Valois. Er befand sich in Saint-Dizier, wo er an Ruhr erkrankt war, als er die Nachricht vom Massaker in der Bartholomäusnacht hörte. Er schrieb sofort an den Hof und verlangte einen vollständigen Bericht über die Geschehnisse, da er wusste, dass er auf seiner Reise und während der Verhandlungen in Polen viele Fragen von gegnerischen Personen beantworten musste. Er wurde in Saint-Mihiel in Lothringen verhaftet und in das Gefängnis von Verdun gebracht, da er verdächtigt wurde, an dem Massaker beteiligt gewesen zu sein. Am 1. September schrieb er an Katharina von Medici, woraufhin der König seine Freilassung anordnete. In Frankfurt wurde er erneut von einigen verärgerten deutschen Protestanten festgehalten, die sich darüber beschwerten, dass sie nicht bezahlt worden waren. Ende Oktober kam er schließlich in Polen an, wo er die Pest vorfand. Der französische Hof, der von Monlucs Schwierigkeiten erfahren hatte und glaubte, dass et Hilfe bräuchte, schickte Gilles de Noailles, den Bruder von François de Noailles, dem ehemaligen Bischof von Dax, dessen Stern zusammen mit dem von Kardinal Châtillon gesunken war und der von Papst Pius IV. auf Empfehlung des Leiters der römischen Inquisition Michele Ghislieri (dem späteren Papst Pius V.) zum Ketzer erklärt worden war. Monluc, der den Verlust seines eigenen Ansehens fürchtete, versuchte, die Hilfe abzulehnen, aber de Noailles wurde trotzdem geschickt.
Die Verhandlungen verliefen schleppend. Es gab mehrere Kandidaten, und der polnische Adel erwartete, von allen Seiten umworben und bestochen zu werden. Es waren protestantische und katholische Interessen am Werk. Eine schnelle Wahl würde ihr Spiel unterbrechen. Sie alle zeigten sich schockiert und empört über Bartholomäusnacht. Monluc hielt zwei bemerkenswerte Reden, eine vor einer Vollversammlung des polnischen Adels am 10. April 1573 und die andere vor den Ständen Polens am 25. April, die wesentlich zum Erfolg seiner Diplomatie beitrugen. Heinrich von Valois wurde am 16. Mai 1573 zum König von Polen gewählt.
Der Bischof von Valence schrieb später seinen eigenen Bericht über seine heldenhaften Bemühungen, Election du Roy Henry III, roy de Pologne, décrite par Jean de Monluc, Évêque de Valence (Paris 1574). Die Geschichte wurde auch in den Memoiren von Monlucs Sekretär Jean Choisnin (Paris 1789), erzählt.
In den Jahren 1576/77 nahm Jean de Monluc an den Generalständen von Blois teil. Im Dezember sprach er über den Vorschlag, das Friedensedikt zu widerrufen und den Krieg gegen die Hugenotten wieder aufzunehmen.

## Tod
Am 12. April 1578 fand in Béziers eine Versammlung der États de Languedoc unter dem Vorsitz von Abt Pierre Dufaur, dem Generalvikar des Kardinals d’Armagnac, Erzbischof von Toulouse, statt. Bischof de Monluc nahm daran teil und hielt eine Rede.
Er starb am 13. April 1579 in Toulouse, wohin er gekommen war, um der Königinmutter Bericht zu erstatten. Er war von einem Jesuiten mit der römisch-katholischen Kirche versöhnt worden.
Bischof Jean de Monluc hinterließ von Anne Martin einen leiblichen Sohn, Jean de Monluc de Balagny (* 1553; † 1603), Seigneur de Balagny, der zunächst ein eifriges Mitglied der Katholischen Liga war, sich aber später Heinrich IV. unterwarf und von diesem das Fürstentum Cambrai erhielt und 1594 zum Marschall von Frankreich ernannt wurde.